# Gorazd Čelechovský
Gorazd Čelechovský (3. července 1922 Litovel – 17. září 1991 Praha) byl český architekt a publicista.

## Život
Vystudoval pražskou vysokou školu architektury a mezi roky 1952 až 1976 působil v PPÚ Praha a následně ve Výzkumném ústavu výstavby a architektury Praha. V letech 1957 a 1959 pobýval služebně v Paříži.
Spolu s architekturou se věnoval též výtvarné činnosti a restaurování. Absolvoval přednášky jak v Československu, tak také v zahraničí.
Navrhl a zrealizoval obchodní oddělení na československé ambasádě v Paříži. Vedle toho patřil do kolektivu, jenž navrhl a postavil pražský Dům sovětské vědy a kultury. Dále restauroval některé prvky ze zámku v Kolodějích. Stál také v čele kolektivu, jež jižně od Prahy během šedesátých let 20. století navrhoval město budoucnosti nazvané Etarea. Model tohoto města se objevil i v československém pavilonu na Světové výstavě 1967 v Montréalu.